# Raja Matanda
Raja Matanda, noto anche come raja Ache (Manila, 1480 – Manila, agosto 1572), è stato Raja di Manila dal 1521 al 1572.

## Biografia

### Le fonti
Le informazioni sulla vita di Raja Matanda sono presenti in due gruppi di resoconti spagnoli dell'epoca.
Le prime notizie si hanno nei resoconti che risalgono al 1571–72, quando le forze di Martin De Goiti, e poi di Miguel De Legazpi giunsero nella baia di Manila.
Meno noti sono i resoconti della spedizione di Ferdinando Magellano del 1521, epoca nella quale Magellano stesso era già stato ucciso e Sebastian Elcano aveva preso il comando della spedizione. Questi racconti descrivono che il raja, all'epoca comandante delle forze navali del sultano del Brunei, fu catturato dagli uomini di Sebastian Elcano. La cattura, come pure l'interrogatorio di Matanda, vennero riportati da Rodrigo de Aganduru Moriz, da Ginés de Mafra, e dal segretario della spedizione, Antonio Pigafetta.
Altri dettagli sulla vita di Raja Matanda sono derivanti da alberi genealogici, ma senza fornire dettagli su specifici eventi.

### I primi anni secondo la spedizione di Elcano
Tra i resoconti stesi dagli spagnoli, quello scritto da Rodrigo de Aganduru Moriz è considerato tra i più lunghi e i più attendibili.
Secondo questo documento, Raja Matanda (il cui vero nome era probabilmente Ache) rimase orfano di padre quando era molto giovane e sua madre regnò a Manila come reggente al suo posto. Ache crebbe insieme a suo cugino, regnante di Tondo, tradizionalmente conosciuto come Bunao Lakandula.
Durante questo periodo il giovane principe Ache comprese che sua madre si era lasciata circuire dal cugino regnante di Tondo, intenzionato ad espandere il proprio controllo anche sul rajanato di Manila. Quando Ache le chiese di intervenire, la madre lo tranquillizzò dicendogli che non vi era alcun pericolo.
Ache non si convinse e lasciò Manila con alcuni uomini fidati di suo padre, e si recò a incontrare suo nonno, il sultano del Brunei, per chiedergli assistenza. Il sultano in risposta diede ad Ache la posizione di comandante delle sue forze navali. Pigafetta annotò che Ache risultava in posizione di vantaggio dato il sultano era considerato un personaggio potente. Il sultano indicò al nipote di saccheggiare la città buddista di Loue nel Borneo sudoccidentale che resisteva all'autorità del sultanato stesso.

### La battaglia con gli uomini della spedizione di Sebastian Elcano (1521)
Aganduru Moriz racconta che nel 1521 Ache si trovava al comando della flotta del Brunei quando questa si scontrò con la flotta che rimaneva della spedizione di Magellano, al comando di Sebastian Elcano, al largo del Borneo sudorientale. Rizal annotò che Ache aveva appena vinto una battaglia importante e sia Rizal che Dery riportarono che Ache era sul punto di sposare una cugina per acquisire ancora più potere e influenza.
Dery annotò nel proprio resoconto che la decisione di Ache di attaccare venne probabilmente influenzata dal desiderio di riportare le navi di Elcano nella baia di Manila, per sfruttarle poi contro suo cugino, regnante di Tondo.
Elcano, ad ogni modo, riuscì a sconfiggere le forze di Ache. Ache venne pertanto catturato e portato a bordo della nave di Elcano. Secondo Scott, Ache fu poi rilasciato dopo il pagamento di un riscatto.

### Il regno (sino al 1570)
Ache succedette poco dopo a sua madre e divenne Raja di Manila.
Nel 1570 risulta che Ache regnava ormai con suo nipote, Sulayman, il quale aveva finito per creare una diarchia. Secondo Luis Cámara Dery all'epoca dell'arrivo della spedizione di De Goiti nel 1570, Raja Matanda aveva già ceduto a suo nipote il trono ma continuava a detenere una certa influenza nel regno. Secondo William Henry Scott, invece, Raja Sulayman non venne proclamato raja sino alla morte di Matanda nel 1572.

### L'arrivo di De Goiti (1570)
Dalla fine degli anni '60 del Cinquecento, Miguel López de Legazpi si era posto come obbiettivo la ricerca di un luogo ideale per la fondazione della capitale coloniale spagnola, dapprima basandosi a Cebu e poi a Iloilo ma entrambi i luoghi si erano rivelati non idonei per i continui attacchi dei pirati portoghesi. A Cebu venne però a conoscenza di un luogo fortificato più a nord ed inviò un messaggio al regnante locale, raja Matanda, che egli definisce "re di Luzon". Nel 1570, Legazpi pose Martín de Goiti al comando di una spedizione diretta verso Manila per chiedergli di negoziare col regnante locale un insediamento spagnolo.
Quando le forze di De Goiti giunsero nel 1570, vennero accolte da raja Matanda, ma successivamente l'incontro con raja Sulayman fu molto meno costruttivo dal momento che quest'ultimo reputava gli spagnoli solo degli stranieri profittatori. De Goiti iniziò comunque i negoziati con Matanda e con Sulayman e gli spagnoli poterono insediarsi a Manila.
Per alcuni fraintendimenti, le forze di Sulayman credettero di essere sotto attacco e reagirono attaccando quelle di De Goiti. Manila venne data alle fiamme e occupata dagli spagnoli, almeno temporaneamente.
In numero inferiore rispetto ai filippini e temendo che venti contrari li intrappolassero a Manila, De Goiti e i suoi decisero di tornare da Legazpi anziché sfruttare la situazione a loro favorevole.

### L'arrivo di Legazpi (1571)
L'anno successivo, Legazpi si recò personalmente a Manila. Venne accolto dapprima da Lakandula di Tondo e poi da raja Matanda. Temendo che la sua presenza potesse esacerbare il conflitto tra filippini e spagnoli, Sulayman non prese parte all'incontro in un primo momento. I regnanti di Manila e Tondo raggiunsero comunque un accordo con Legazpi, che gli permise di reclamare la città di Manila per la Corona di Spagna nel giugno del 1571.

### Morte e successione
Nell'agosto del 1572 raja Matanda si ammalò, e chiese di essere battezzato secondo il rito della chiesa cattolica. In quello stesso anno morì a causa della malattia.
Prima che morisse , Legazpi consentì che fosse realizzato il desiderio di raja Matanda, ossia che raja Sulayman venisse dichiarato ufficialmente raja di Manila. L'anonimo autore di "Anonymous 1572 Relacion" spiegò come questa pratica risultasse fondamentale per legittimare l'erede al trono. Raja Matanda infatti non ebbe figli e il suo erede non era stato generato dalla sua moglie legittima, e pertanto temeva che potesse essere privato della sua eredità e dei suoi diritti, pur essendo sangue del suo sangue.